# Точечная группа симметрии
Группы симметрии, операции которых оставляют хотя бы одну точку пространства на месте, называются точечными группами симметрии. Типичные примеры точечных групп — группа вращений, группа линейных преобразований, зеркальная симметрия. Понятие точечной группы также обобщается для Евклидового пространства любой размерности. То есть это группа преобразований, которые не меняют расстояния между точками n-мерного пространства, и при этом оставляют неподвижной хотя бы одну точку. Последнее условие отличает точечные группы от пространственных групп, которые тоже не меняют расстояния между точками, но смещают все точки пространства. Точечные группы описывают симметрию конечных объектов пространства, в то время как пространственные группы — бесконечных.
В трёхмерном пространстве элементами точечных групп могут быть вращения, отражения и их композиции. Все точечные группы являются подгруппами ортогональной группы.
Все трёхмерные точечные группы, содержащие только вращения, являются подгруппами группы вращений.
Число возможных точечных групп бесконечно, но они могут быть разбиты на несколько семейств.
Частным случаем точечных групп являются кристаллографические точечные группы, описывающие возможную симметрию внешней формы кристаллов (а для n-мерного пространства, n-мерных периодических объектов). Их число конечно в пространствах любой размерности, так как наличие кристаллической решётки накладывает ограничение на возможные углы поворота.